# Lyssomanes robustus
Lyssomanes robustus is een spinnensoort in de taxonomische indeling van de springspinnen (Salticidae).
Het dier behoort tot het geslacht Lyssomanes. De wetenschappelijke naam van de soort werd voor het eerst geldig gepubliceerd in 1878 door Władysław Taczanowski.